# سام ديفيز
سام ديفيز (بالإنجليزية: Sam Davies)‏ (30 يناير 1992 في المملكة المتحدة - ) هو لاعب كريكت بريطاني. لعب مع Cardiff MCC University ‏.

## وصلات خارجية
- سام ديفيز على موقع إي آس بي آن كريك إنفو (الإنجليزية)